# 阿拉伯裔以色列人

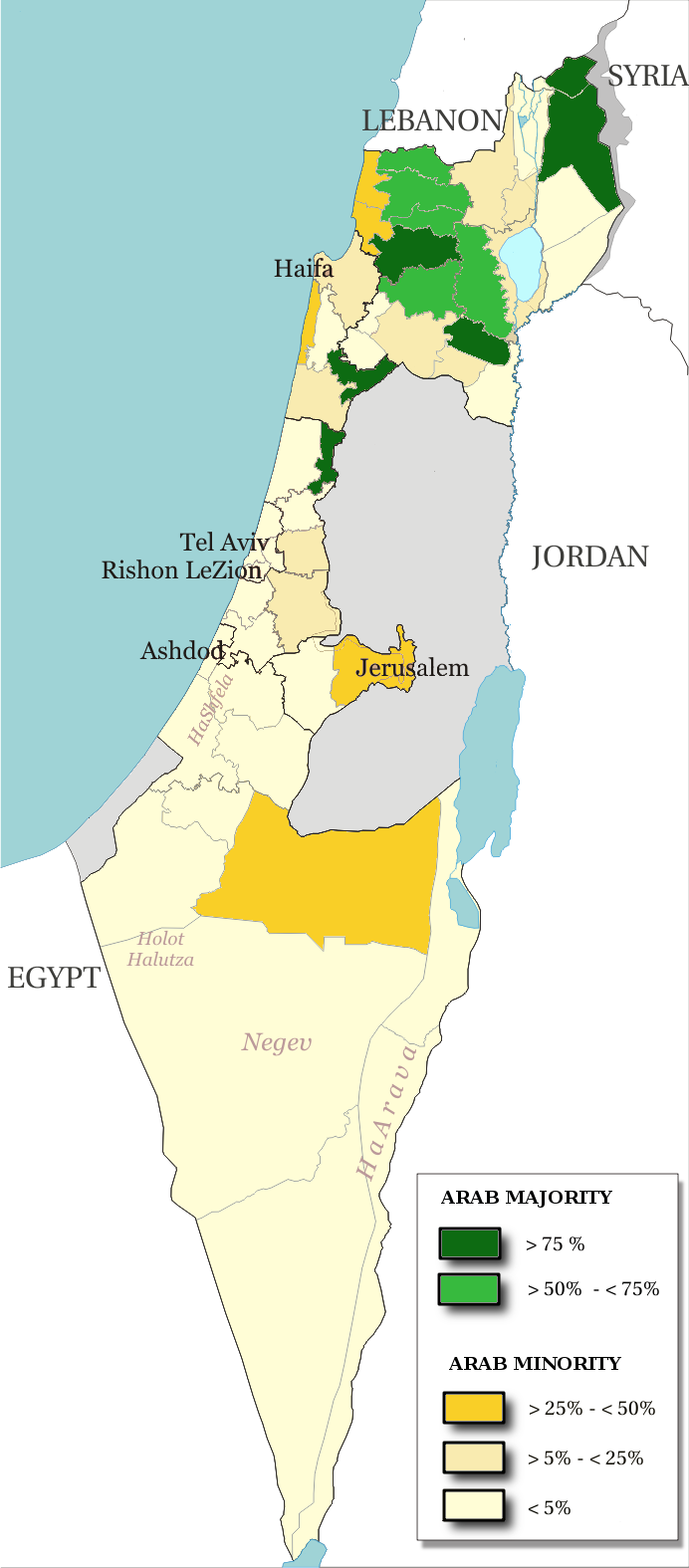
阿拉伯人口地圖，2000年

阿拉伯裔以色列人指具有阿拉伯血统，且同時具有以色列公民身份的人。他们大多數是巴勒斯坦託管地阿拉伯居民的后裔。阿拉伯裔以色列人多使用巴勒斯坦阿拉伯语，多數人具有双语能力，能同时应用阿拉伯语及现代希伯来语（但以色列猶太人能使用阿拉伯語的並不多）。2023年，阿拉伯裔以色列人口为210万，占该国人口的21%。宗教方面，信仰伊斯兰教的占83.8%（多为逊尼派），基督教8.4%，德鲁兹派8.2%。米茲拉希猶太人一般不被視作阿拉伯裔以色列人的一部分。
据以色列中央统计局的资料，2013年以色列的阿拉伯公民大概有1,658,000，占该国人口的20.7%。他们大多数人认为自己属于阿拉伯或巴勒斯坦民族，同时是以色列公民。许多家庭与西岸地區及加沙走廊和约旦、叙利亚、黎巴嫩的巴勒斯坦难民有联系。相比其他阿拉伯公民，内盖夫贝都因人及以色列德鲁兹派更倾向于认同自己是以色列人。
多数阿拉伯人住在东耶路撒冷和戈兰高地。以色列在1967年的六日战争后占领并吞并此地，并向他们提供以色列国籍，但大多数人拒绝了，因为不願承认以色列對該地的主权。他们成為永久居民。他们有权申请以色列国籍，有资格参与市政服务及投票。
以色列只對猶太人徵兵，這是為了避免阿拉伯裔的利益衝突，但是阿拉伯裔仍然可以自願從軍，因此也有阿拉伯裔以以色列國防軍軍人身份與巴勒斯坦武裝作戰。值得一提的是，有些巴勒斯坦人擁有巴勒斯坦及以色列雙重國籍，他們在以色列攻擊巴勒斯坦時往以色列逃難。

## 政治
阿裔以色列人受到一定的歧視，收入較低，原因包括許多職位要求服過兵役者，以色列對恐怖主義的防範，及以色列的立國精神是猶太人的民主國家。教育方面也不公平。截至2005年，以色列政府每年在阿拉伯学生身上的平均支出为192美元，而犹太学生的支出为1,100美元。阿拉伯人的辍学率是犹太人的两倍；但在另一方面，以色列較佳的經濟條件、公務員服務品質、宗教自由等，讓他們也因此受益，以色列較佳的民主程度、民主素養及人權觀念，也保障了阿拉伯裔的處境仍有一定水準；甚至以色列與鄰國的關係也優於巴勒斯坦（因為巴勒斯坦解放組織與哈馬斯多次激怒鄰國）。雖然說多數阿裔以色列人感到被歧視、在就業率收入及學歷上也有歧視阿裔的明確證據，但不少阿裔以色列人認為以色列比鄰國給予他們更好的條件、尊嚴及自由。
由於在以色列及巴勒斯坦，阿拉伯裔的生育率高於猶太裔，因此使以色列公民中，阿拉伯裔比重提高，但因回歸法的影響而增加移入以色列的猶太裔人口，實務上阿拉伯裔以色列人的比例並無顯著提高；原假若巴勒斯坦全境皆併入以色列，則阿拉伯裔將多於猶太裔，但同樣受到回歸法的影響而降低可能性。
2009年2月，第18届以色列议会选举中，共有13名阿裔以色列人当选议员。相關政黨有拉阿姆党、巴拉德党、塔阿勒党等。在2015年以色列議會選舉，這些政黨組成共同名單，贏得13個議席。

## 贫困问题
根据美国国立卫生研究院发表的调查结果显示，虽然以色列境内阿拉伯人占21%，却有占45.3%的家庭和占57.8%的儿童生活在贫困之中。